# Leo Nucci
Leo Nucci, italijanski operni pevec baritonist, * 16. april 1942, Castiglione dei Pepoli blizu Bologne, Italija.
Debutiral je leta 1967 v kraju Spoleto v vlogi Figara v Seviljskem brivcu. Nato se je pridružil zboru milanske Scale, kjer je prvo solistično vlogo odpel leta 1975. Kmalu je pel tudi na odrih Metropolitanske opere in Covent gardna. Bil je reden gost tudi na Salzburških slavnostnih igrah.
Njegov repertoar obsega tako bel canto kot veristične vloge. Najbolj prepoznaven pa je kot interpret Verdijevih baritonskih likov. Samo v vlogi dvornega norca Rigoletta je nastopil več kot 500-krat. Večkrat je nastopil tudi v Ljubljani, prvič leta 1979 v vlogi Figara v Seviljskem brivcu, zadnjič avgusta 2018 z genovsko opero kot Rigoletto.

## Vloge
- Macbeth,
- Rigoletto,
- Luna,
- oče Germont,
- Posa,
- Amonasro,
- Jago,
- Falstaff ...